# 里奇瓦利鎮區 (北達科他州本森縣)
里奇瓦利鎮區（英語：Rich Valley Township）是位於美國北達科他州本森縣的一個鎮區。

## 地方資料
里奇瓦利鎮區的面積為93.40平方千米，當中陸地面積為93.20平方千米，而水域面積為0.20平方千米。根據2010年美國人口普查的數據，當地共有人口40人，而人口密度為每平方千米0.43人。